# Lantbruksmöte
Lantbruksmöte var i Sverige ett allmänt sammanträde för avhandlande av lantbruksangelägenheter samt utställning och prisbedömning av kreatur, produkter av lantbruket och dess binäringar samt redskap och andra hjälpmedel för lanthushållningen och kom att användas som ett medel till lantmannanäringens främjande. 
Lantbruksmöten hölls dels för hela landet, dels särskilt för ett eller några få län eller för smärre distrikt. Det första för hela landet gemensamma mötet hölls i Stockholm 1846 och kom till stånd på grund av ett av landshövding Robert Fredrik von Kræmer 1844 inom Kungliga Lantbruksakademien väckt förslag att hos Kungl. Maj:t begära anslag för ett dylikt mötes hållande, vilken begäran bifölls, varjämte Kungl. Maj:t den 7 januari 1846 gillade av akademien föreslagna stadgar för allmänt svenskt lantbruksmöte. Enligt dessa var mötets ändamål svenska lantbrukets främjande och utveckling genom utbyte av erfarenhet och åsikter samt personligt sammanträffande. Det sista rikslantbruksmötet i Sverige ägde rum 1959, men lantbruksmöten på distrikts- och lokal nivå förekom även under 1960-talet, även om med tiden blev allt färre.
I Finland hade lantbruksmötena en motsvarande funktion. Men som mötesplats för godsägare och bönder under den s.k. statsnatten 1809–1863, då Finlands lantdag inte var sammankallad på över sextio år, fungerade lantbruksmötena därutöver som särskild nationella träffpunkter för informella överläggningar om storfurstendömets alla förhållanden och modernisering.